# Central de Cal Gat
La Central de Cal Gat és una central elèctrica de Sant Joan de les Abadesses (Ripollès) protegida com a Bé Cultural d'Interès Local.

## Descripció
La central de cal Gat es troba als afores de Sant Joan de les Abadesses. Està formada per dos edificis: un d'ells és l'habitatge (núm. inventari 4273) i l'altre és pròpiament la central. Aquest últim consta de tres turbines de la marca Francis, provinents de Santander, i un transformador.
L'aparell constructiu emprat és la pedra de riu carejada. La coberta és a quatre vents i està feta amb teula àrab.
L'empresa Soldevila y Serra, de Ripoll, va fer-se càrrec de la construcció de la central.